# Боротьба на поясах на Літній універсіаді 2013
Турнір із боротьби на поясах на літній Універсіаді 2013 пройшов з 6 по 9 липня 2013 року у Казані (Росія). Всього було розіграно 19 комплектів нагород. Змагання з цього виду спорту було вперше проведено на Універсіадах.

## Правила змагань
Змагання з боротьби на поясах у стилі «кореш» (куреш) були організовані відповідно до технічного регламенту Міжнародної федерації об'єднаних стилів боротьби (FILA), а змагання з боротьби на поясах у вільному стилі — відповідно до технічного регламенту Міжнародної асоціації боротьби на поясах (IBWA).
Змагання у вільному стилі проводились за олімпійською системою. Будь-який спортсмен, який програв фіналісту, має можливість поборотися за бронзову медаль у втішному турнірі. У кожній ваговій категорії будуть вручені дві бронзові медалі.
Кожен поєдинок триває 4 хвилини. У разі рівності очок дається 30 секунд для визначення переможця через коротке захоплення. Якщо борець перевершить суперника на 6 або більше очок, то перемога буде присвоєна йому автоматично.
Змагання у стилі «кореш» проводяться також за олімпійською системою. Переможені борці у півфіналах посідають третє місце. Фіналісти змагань оскаржують перше і друге місця. Спортсмени борються тільки із зав'язаними поясами. Тривалість сутички — 4 хвилини.

## Медальний залік
| Місце  | Країна             | Золото | Срібло | Бронза | Загалом |
| ------ | ------------------ | ------ | ------ | ------ | ------- |
| 1      | Росія (RUS)        | 12     | 3      | 4      | 19      |
| 2      | Туркменістан (TKM) | 2      | 3      | 6      | 11      |
| 3      | Киргизстан (KGZ)   | 2      | 1      | 6      | 9       |
| 4      | Монголія (MGL)     | 1      | 1      | 4      | 6       |
| 5      | Японія (JPN)       | 1      | 1      | 0      | 2       |
| 6      | Ізраїль (ISR)      | 1      | 0      | 1      | 2       |
| 7      | Україна (UKR)      | 0      | 2      | 4      | 6       |
| 8      | Казахстан (KAZ)    | 0      | 2      | 2      | 4       |
| 9      | Білорусь (BLR)     | 0      | 2      | 0      | 2       |
| 10     | Молдова (MDA)      | 0      | 1      | 4      | 5       |
| 11     | Узбекистан (UZB)   | 0      | 1      | 3      | 4       |
| 12     | Таджикистан (TJK)  | 0      | 1      | 2      | 3       |
| 13     | Азербайджан (AZE)  | 0      | 1      | 0      | 1       |
| 14     | Латвія (LAT)       | 0      | 0      | 1      | 1       |
| Всього | Всього             | 19     | 19     | 37     | 75      |

## Медалісти

### Чоловіки

#### Класичний стиль
| Дисципління         | Золото                           | Срібло                                    | Бронза                                     |
| ------------------- | -------------------------------- | ----------------------------------------- | ------------------------------------------ |
| До 60 кг            | Нафіс Міннебаєв · Росія (RUS)    | Максим Мамулат · Молдова (MDA)            | Нуржан Рискул Уулу · Киргизстан (KGZ)      |
| До 60 кг            | Нафіс Міннебаєв · Росія (RUS)    | Максим Мамулат · Молдова (MDA)            | Отгон-Ердене Мунхбаяр · Монголія (MGL)     |
| До 70 кг            | Ільдар Гініятуллін · Росія (RUS) | Агамират Оразсахедов · Туркменістан (TKM) | Костянтин Тарасов · Україна (UKR)          |
| До 70 кг            | Ільдар Гініятуллін · Росія (RUS) | Агамират Оразсахедов · Туркменістан (TKM) | Михайло Косніцин · Молдова (MDA)           |
| До 80 кг            | Ільнар Галієв · Росія (RUS)      | Зайлобіддін Артіков · Узбекистан (UZB)    | Довран Яйлимов · Туркменістан (TKM)        |
| До 80 кг            | Ільнар Галієв · Росія (RUS)      | Зайлобіддін Артіков · Узбекистан (UZB)    | Яніс Періхс · Латвія (LAT)                 |
| До 90 кг            | Ільнар Муртазін · Росія (RUS)    | Павло Прадуха · Білорусь (BLR)            | Дуулатбек Сапарбек Уулу · Киргизстан (KGZ) |
| До 90 кг            | Ільнар Муртазін · Росія (RUS)    | Павло Прадуха · Білорусь (BLR)            | Леонід Рябчун · Україна (UKR)              |
| До 100 кг           | Ренат Ахметшин · Росія (RUS)     | Ескархан Осканов · Казахстан (KAZ)        | Анатолій Молдован · Молдова (MDA)          |
| До 100 кг           | Ренат Ахметшин · Росія (RUS)     | Ескархан Осканов · Казахстан (KAZ)        | Кадир Келсинбеков · Киргизстан (KGZ)       |
| Понад 100 кг        | Сергій Павлик · Росія (RUS)      | Олексій Собай · Білорусь (BLR)            | Грегорій Рудельсон · Ізраїль (ISR)         |
| Понад 100 кг        | Сергій Павлик · Росія (RUS)      | Олексій Собай · Білорусь (BLR)            | Сугар'яргал Болдпурев · Монголія (MGL)     |
| Абсолютна категорія | Сергій Павлик · Росія (RUS)      | Ільнар Муртазін · Росія (RUS)             | Ренат Ахметшин · Росія (RUS)               |
| Абсолютна категорія | Сергій Павлик · Росія (RUS)      | Ільнар Муртазін · Росія (RUS)             | Ільнар Галієв · Росія (RUS)                |

#### Вільний стиль
| Event        | Золото                                    | Срібло                                  | Бронза                                    |
| ------------ | ----------------------------------------- | --------------------------------------- | ----------------------------------------- |
| До 62 кг     | Ягшмурат Аннамирадов · Туркменістан (TKM) | Дмитро Косенко · Україна (UKR)          | Габдижаліл Сулейманов · Росія (RUS)       |
| До 62 кг     | Ягшмурат Аннамирадов · Туркменістан (TKM) | Дмитро Косенко · Україна (UKR)          | Ібодулло Алібердізода · Таджикистан (TJK) |
| До 68 кг     | Азамат Лайпанов · Росія (RUS)             | Абдуазім Бойназаров · Таджикистан (TJK) | Бегенч Ягмиров · Туркменістан (TKM)       |
| До 68 кг     | Азамат Лайпанов · Росія (RUS)             | Абдуазім Бойназаров · Таджикистан (TJK) | Умер Белялов · Україна (UKR)              |
| До 75 кг     | Алібек Лепшоков · Росія (RUS)             | Дімаш Молдашев · Казахстан (KAZ)        | Ігор Бесліга · Молдова (MDA)              |
| До 75 кг     | Алібек Лепшоков · Росія (RUS)             | Дімаш Молдашев · Казахстан (KAZ)        | Зайлобіддін Артіков · Узбекистан (UZB)    |
| До 82 кг     | Нурбек Кожебеков · Киргизстан (KGZ)       | Гилич Юмаєв · Туркменістан (TKM)        | Аян Єрмекбаєв · Казахстан (KAZ)           |
| До 82 кг     | Нурбек Кожебеков · Киргизстан (KGZ)       | Гилич Юмаєв · Туркменістан (TKM)        | Арсен Токов · Росія (RUS)                 |
| До 90 кг     | Алібек Хапаєв · Росія (RUS)               | Сейді Батиров · Туркменістан (TKM)      | Канімет Барпібеков · Киргизстан (KGZ)     |
| До 90 кг     | Алібек Хапаєв · Росія (RUS)               | Сейді Батиров · Туркменістан (TKM)      | Нозімйон Іброгімйонов · Узбекистан (UZB)  |
| До 100 кг    | Нурбек Аканов · Киргизстан (KGZ)          | Анар Дорж · Монголія (MGL)              | Гошгелді Ганаєв · Туркменістан (TKM)      |
| До 100 кг    | Нурбек Аканов · Киргизстан (KGZ)          | Анар Дорж · Монголія (MGL)              | Анатолій Молдован · Молдова (MDA)         |
| Понад 100 кг | Сугар'яргал Болдпурев · Монголія (MGL)    | Олександр Гордієнко · Україна (UKR)     | Мурат Юмаєв · Туркменістан (TKM)          |
| Понад 100 кг | Сугар'яргал Болдпурев · Монголія (MGL)    | Олександр Гордієнко · Україна (UKR)     | Беколсун Кушубаков · Киргизстан (KGZ)     |

### Жінки

#### Вільний стиль
| Event       | Золото                                     | Срібло                                | Бронза                                 |
| ----------- | ------------------------------------------ | ------------------------------------- | -------------------------------------- |
| До 52 кг    | Гулбадам Бабамуратова · Туркменістан (TKM) | Ульвійя Керімова · Азербайджан (AZE)  | Заміра Ахмедова · Узбекистан (UZB)     |
| До 52 кг    | Гулбадам Бабамуратова · Туркменістан (TKM) | Ульвійя Керімова · Азербайджан (AZE)  | Гульнур Єрболова · Казахстан (KAZ)     |
| До 58 кг    | Серафіма Сафонова · Росія (RUS)            | Кацукі Сакагамі · Японія (JPN)        | Рушана Нузьявова · Туркменістан (TKM)  |
| До 58 кг    | Серафіма Сафонова · Росія (RUS)            | Кацукі Сакагамі · Японія (JPN)        | Бурул Аликулова · Киргизстан (KGZ)     |
| До 66 кг    | Аліса Шлесінгер · Ізраїль (ISR)            | Анна Ємеляненко · Росія (RUS)         | Енхчімег Содномсурен · Монголія (MGL)  |
| До 66 кг    | Аліса Шлесінгер · Ізраїль (ISR)            | Анна Ємеляненко · Росія (RUS)         | Гульнар Гаїтбаєва · Туркменістан (TKM) |
| До 76 кг    | Ріно Абе · Японія (JPN)                    | Таїсія Кіреєва · Росія (RUS)          | Людмила Нікітіна · Україна (UKR)       |
| До 76 кг    | Ріно Абе · Японія (JPN)                    | Таїсія Кіреєва · Росія (RUS)          | Гуляндом Каробоєва · Таджикистан (TJK) |
| Понад 76 кг | Тетяна Зирянова · Росія (RUS)              | Нагізель Сарбашова · Киргизстан (KGZ) | Мунхтуя Дашням · Монголія (MGL)        |